# Pseudo-Jerónimo
Pseudo-Jerónimo es el nombre dado a varios autores mal identificados como, o pseudoepígrafos que afirman ser, san Jerónimo. Un escrito principal identificado como "Pseudo Jerónimo" es el escrito del siglo IX la 'Epístola de Pseudo Jerónimo a Paula y Eustoquio,' un sermón sobre la Asunción de María.